# 1137
1137 (MCXXXVII) var ett normalår som började en fredag i den julianska kalendern.

## Händelser

### September
- 18 september – Den danske kungen Erik Emune blir dödad på landstinget i Urnhoved nära Ribe. Hans systerson Erik Lamm väljs då till ny kung av Danmark.

### Okänt datum
- Karl Sunesson, som nu har blivit norsk jarl, ingriper i det norska inbördeskriget, genom att i opposition mot de båda barnkungarna Sigurd Munn och Inge Krokrygg låta återinsätta den avsatte och lemlästade kungen Magnus Sigurdsson. Därmed har Norge nu tre kungar i opposition mot varandra.
- Aragonien och Katalonien förenas.
- Kejsardömet Etiopien bildas.
- Ludvig VII kröns till kung av Frankrike och gifter sig med Eleonor av Akvitanien.

## Födda
- Saladin, saracensk härförare.

## Avlidna
- 8 mars – Adela av Blois, grevinna av Blois, Chartres och Meaux.
- 5 maj – Ascer, biskop i Lunds stift sedan 1089, nordisk ärkebiskop sedan 1104.
- 1 augusti – Ludvig VI, kung av Frankrike sedan 1108.
- 18 september – Erik Emune, kung av Danmark sedan 1134.
- Gregorius VIII, född Mauritius Burdinus, motpåve 1118–1121.
- Lothar III, tysk-romersk kejsare.
- Adela av Normandie, grevinna och regent av Blois.